# Носок (Кировская область)
Носок — деревня в Малмыжском районе Кировской области. Входит в состав Преображенского сельского поселения.

## География
Расстояние до районного центра — 24 км. Высота над уровнем моря — 70 м. Деревня расположена на реке Шабанка.

## Население
| 2010 |
| ---- |
| 15   |